# Матија Рајковић
Матија Рајковић (Београд , 5. мај 1980), српски је сликар. Он је на ликовну сцену Србије ступио пре дипломирања на сликарском одсеку Академији уметности Универзитета у Новом Саду, 2003. године. Креативно надарен, али пресудно уметнички образован и свестран, Матија је ликовни уметник, са добро изграђеним осећајем за цртеж и боју, који је своје сликарско умеће стицао још од најранијег детињства одрастајући у породици признатих српских сликара (Невенке и Зорана Рајковић). Последипломске студије завршио је на сликарском одсеку Факултета ликовних уметности Универзитета уметности у Београду 2009. Члан је УЛУС-а од 2005. године и Удружења ликовних уметника Крушевац (УЛУК-а) од 2011. године.
Од 1999. године, учесник је многобројних ликовних колонија, самосталних и колективних изложби у земљи и иностранству на којима је излагао слике, цртеже, дигиталне графике и фотографије.

## Живот и каријера
Матија Рајковић, рођен је 5. маја 1980. годинер у Београду, од оца Зорана (1949) и мајке Невенке, девојачко Стеленовић (1949—2005) признатих српских сликара. По завршетку гимназије у Крушевцу, 1999. године уписао је сликарски одсек на Факултету уметности Универзитета из Приштине (који је након НАТО агресије на СР Југославију, исте године, био привремено измештен у Варварин), да би након две године студије наставио на Академији уметности Универзитета у Новом Саду, на коме је 2003. године дипломирао у класи професора Јована Ракиџића.
Последипломске студије на одсеку сликарства, Матија је завршио на Факултету ликовних уметности Универзитета уметности у Београду, 2009. године, у класи професора Чедомира Васића.
Члан је УЛУС–а од 2005. године и Удружења ликовних уметника Крушевца од 2011. (као један је од његових оснивача).
Од 2010. године предаје на Високој школи струковних студија за васпитаче у Крушевцу. Професионално је ангажован као председник уметничког Савета УЛУК-а од 2011. и Галерије културног центра у Крушевцу од 2015. године. Био је један од организатора 14. Међународне дечје ликовне колоније „Биберче“ 2008. у селу Наупаре, испред Народног музеја Крушевац. Поред сликања бави се и објављивањем текстова, предговора каталога и приказа ликовних дешавања у часописима „Град“ и „Синтезе“.
Излаже од 1999. године, медији којима се изражава су слика, цртеж, дигитална графика и фотографија. Учесник је многобројних ликовних колонија у земљи и иностранству. Дела му се налазе у збиркама галерија, музеја и установа од јавног значаја Републике Србије. Избор из библиографије, радио и телевизијских интервјуа садржи више од 170 јединица. У оквиру студијских путовања боравио је у Француској, Италији, Немачкој, Аустрији, Мађарској, Словенији и Турској.
Живи и ствара у браку са супругом Тијаном, девојачко Чкоњевић, на релацији Крушевац — Београд.

## Ликовно стваралаштво
У свом прводеценијском истраживачком и стваралачком опусу Матија Рајковић се поступно развијао, пре свега, у цртежу, који је највише и доследно неговао, а потом у другим уметничким техникама у којима је експериментисао.
Комбиновањем различитих материјала, попут крејона, туша и пера, креде, лавираног туша, угљена, оловке, он је на својим цртежима; разливао туш, шмирглао новонастале слојеве, брисао, додавао, одузимао и враћао и тако реинкарнирао неке већ употребљене случајности из основе. Тако је настала већина Матијиних цртежа, који ни у једном тренутку нису само пуко подражавање стварности већ и израз уметниковог интимног доживљаја или „већ виђеног“ којим је настојао да реалност сведе на назнаку, кроз:
| „ | два напора да се природа и природност ухвати и овековечи заједно са свим комплексним — психофизичким која чине ове цртеже занимљивим и лепим доказом у којој мери је уметник завистан како од сећања насталог пуким гледањем, тако и од изабраног израза којим ће све то, у виду градње посебног мита о једном тренутку, оваплотити у уметничко дело. | ” |

Са истанчаним осећајем за боју и цртеж, Матија Рајковић не само да суверено влада сликарском вештином већ и бројним могућностима транспоновања сопствене стваралачке енергије у неке потпуно неочекиване могућности ликовног изражавања. Било да своја уметничка дела ствара у класичној или дигиталној техници (уз помоћ рачунара и рачунарских програма) Матија на најбољи начин исказује своје одушевљење за разнолика постојања. На истоветан начин како настају Матијини цртежи пејзажа у класичној техници, тако се они у дигиталној графици трансформишу у нове облике који...постају уточишта, места сигурности... чији се призори поступком редефинисања у идејном и ликовном процесу од основне матрице пролазности, преиначују у сада и овде, лични став и однос ка стварности и уметности.

Поједине Матијине асоцијативне сликарске форме подсећају на употребне предмете нпр. аутомобил, и првенствено настају као плод маште или већ виђеног и доживљеног забележеног у уметниковом сећању, за које он сам каже:
| „ | Сликајући површине суочио сам се с проблемом решавања простора, прибегавао сам структуралној градњи слике доводећи хаотичност отпада у ред и смислену целину. Трудио сам се да мотив апстрахујем до свођења садржаја слике на чисто пластичне квалитете боја и површина, тако да се визија утискује у сликарску материју. Материја, опет, није третирана као елементарна вредност, већ као последњи степен неког преображаја. Аутомобилски знаци, као слова и бројеви, означавали су наталожен траг извесне цивилизације, све оно што су аутомобили временом прикупили. Обзиром да је следећа етапа улазак у пресу, ти знаци који ће склизнути на степен у коме више неће бити никаквог значења, успоравају распадање материје потврђујући је као остатак неког претходног времена и нудећи је нама посматрачима као нешто проживљено, пуно искуства. | ” |

### Ликовне колоније
| Година | Назив ликовне колоније |
| ------ | --- |
| 2018.  | - Бечеј, Градска манифестација „Бечеј ноћу” |
| 2017.  | - Липовац, 45. сазив, Културни центар Топола. |
| 2016.  | - Витошевац, 4. сазив |
| 2015.  | - Витошевац, Трећи сазив |
| 2014.  | - Крушевац, Центар за стручно усавршавање, „Видовдан – трагови вечности” - Дворане (Крушевац), 42. сазив |
| 2013.  | - Власинско језеро, „Мефест” - Горњи Милановац, „Мина Вукомановић Караџић”, Савинац, 20. сазив. |
| 2012.  | - Београд, „Палета”, Дом ученика средње железничке школе |
| 2011.  | - Вршац, Октобарска колонија „Моја вода”, 10. сазив |
| 2010.  | - Овчар Бања, Дом културе Чачак, Трећи сазив - Вршац, Октобарска колонија „Моја вода”, Девети сазив - Рогашка Слатина (Словенија) |
| 2009.  | - Кнић, „Гружанска јесен”, 14. сазив - Овчар Бања, Дом културе Чачак, Други сазив - Вршац, Октобарска колонија „Моја вода”, Псми сазив |
| 2008.  | - Овчар Бања, „Чачак 1408—2008.”, Дом културе и гал. „Надежда Петровић” - Крушевац, ОШ „Нада Поповић”, 50 година (1958—2008.) - Вршац, Октобарска колонија „Моја вода”, Седми сазив |
| 2007.  | - Крушевац, Казнено поправни дом - Горњи Милановац, „Мина Вукомановић Караџић”, Савинац, 14. сазив - Крушевац, ОШ „Јован Поповић”, Девети сазив - Бачка Топола, „Панонија”, Центар за културну анимацију Нови Сад - Руски Крстур, „Њаради”, Девети сазив - Кладово, „Ђердап турист”, Осми сазив |
| 2006.  | - Крушевац, Телевизија Плус - Зрењанин, „Цртеж”, Дом „Ангелина Којић Гина”, 16. сазив - Кнић, „Гружанска јесен”, 11. сазив |
| 2005.  | - Чачак, Дом ученика - Кнић, „Гружанска јесен”, 10. сазив - Зобнатица, Уметничка галерија |
| 2004.  | - Зобнатица, Уметничка галерија - Крушевац, Радио телевизија Крушевац - РТК, Уметник у студију |
| 2001.  | - Зобнатица, Уметничка галерија - Пале (Република Српска), Шести сазив |
| 1999.  | - Брзеће, Електродистрибуција |

## Самосталне изложбе
| Година | Назив изложбе, место одржавања и галерија |
| ------ | --- |
| 2020.  | - „Декомпресија - дигиталне графике, Крушевац, Уметничка галерија Народног музеја. |
| 2019.  | - Цртежи, Аранђеловац, Павиљон „Књаз Милош” , 54. Смотра уметности „Мермер и звуци". - Дигиталне графике, Зрењанин, Изложбени салон Културног центра. - Дигиталне графике, Панчево, Галерија Градске библиотеке. - Дигиталне графике, Београд, Галерија Центра за културу и образовање Раковица - Дигиталне графике, Рашка, Галерија Центра за културу „Градац" - Дигиталне графике, Нови Пазар, Галерија Мултимедијалног центра - ММЦ |
| 2018.  | - Дигиталне графике, Ниш, Галерија Нишког културног центра. - Дигиталне графике, Краљево, Градска галерија - Цртежи, Власотинце, Галерија Завичајног музеја. - Цртежи и дигиталне графике, Пожаревац, Галерија савремене уметности Народног музеја. |
| 2017.  | - Дигиталне графике, Смедеревска Паланка, Галерија модерне уметности Народног музеја. - Дигиталне графике, Апатин, Галерија Меандер - Културни центар. - Дигиталне графике, Ивањица, Галерија Дома културе - Дигиталне графике Инђија, Галерија Куће Војновића - Културни центар. |
| 2016.  | - Слике и дигиталне графике, Београд, Галерија Југоекспорт - Предео испуњен тишином, изложба дигиталних графика, Крушевац, Галерија Културног центра Крушевац. - Зоран и Матија Рајковић, Ниш, ГСЛУ Ниш, Павиљон у Тврђави. |
| 2015.  | - Предео испуњен тишином, цртежи и дигиталне графике, Крагујевац, Градска галерија „Мостови Балкана“. - Породица Рајковић, цртежи, Београд, Галерија '73. - Предео испуњен тишином, дигиталне графике, Нови Београд, Блок галерија (Blok Gallery). - Предео испуњен тишином, цртежи и дигиталне графике, Нови Сад, Културни центар – Мали ликовни салон. - Слике и цртежи, Трстеник, Ликовни салон Дома културе,                       |
| 2014.  | - Цртежи 2004—2014, Београд, Мала галерија УЛУПУДС-а. - Слике и цртежи, Пирот, Галерија „Чедомир Крстић”. - Цртежи, Вршац, Велика галерија Културног центра. - Цртежи и дигиталне графике, Горњи Милановац, Модерна галерија Културног центра. |
| 2013.  | - Слике и цртежи, Опово, Галерија „Јован Поповић”. - Урбане селекције, слике, Крушевац, Галерија Крушевачког позоришта – УЛУК. |
| 2012.  | - Тројност в облики ин барви, слике и цртежи, Жалец (Словенија), Савинов ликовни салон – ЗКШТ. |
| 2010.  | - Каросерије и корозије, слике и цртежи, Чачак, Ликовни салон Дома културе. - Слике и цртежи, Крушевац, Културни центар – Галерија легата „Милића од Мачве“. |
| 2009.  | - Гробља аутомобила, магистарска изложба слика, Београд, Галерија Факултета ликовних уметности. |
| 2008.  | - Одрастања, слике, Крушевац, Скупштина Општине Крушевац. |
| 2006.  | - Слике и цртежи, Крагујевац, Модерна галерија Народног музеја – Мали ликовни салон. |
| 2004.  | - Слике и цртежи, Крушевац, Уметничка галерија Народног музеја. |

- Слике из циклуса „Гробље аутомобила“
- После милион километара 1
- Корозија 2
- Корозија 1

## Колективне изложбе
| Година | Важније изложбе |
| ------ | --- |
| 2020.  | - Пожаревац, Галерија савремене уметности, Народни музеј Пожаревац - Аквизиције '18-'19. - Београд, Галерија '73, „Ефемерност" - избор из уметничке збирке галерије, историчар уметности Ђорђе Кадијевић. - Крушевац, Културни центар, Првомајска изложба (виртуелна поставка) - Нови Сад, Галерија СУЛУВ, 75/50 Документ из изолације. - Београд, Графички колектив, Мајска изложба графике 2020. (виртуелна поставка). - Нови Сад, Галерија СУЛУВ, Изложба чланова Удружења ликовних уметника Крушевца. |
| 2019.  | - Пожаревац, Галерија савремене уметности - Народни музеј, Изложба чланова УЛУК Крушевац - Кучево, Галерија савремене уметности, из уметничке збирке галерије - Скопље (С. Македонија), Музеј македонске борбе - Порта Македонија, Уметничка збирка Галерије '73 из Београда - Пула (Хрватска), Галерија Српског културног центра у Истри, Уметничка збирка Галерије '73 из Београда - Ниш, Галерија Нишког културног центра - НКЦ, Осма годишња изложба чланова УЛУК-а - Крушевац, Уметничка галерија Народног музеја, 59. Октобарска изложба - Братислава (Словачка), Писторихо палас, Уметничка збирка Галерије '73 из Београда |
| 2018.  | - Београд, Мала галерија Дома војске Србије, из збирке Ликовне колоније „Мина Вукомановић - Караџић". - Требиње (БиХ), Музеј Херцеговине, Уметничка збирка Галерије '73 из Београда. - Крушевац, Уметничка галерија Народног музеја, 58. октобарска изложба. - Краљево, Народни музеј, 18. новембарски салон визуелних уметности (по позиву). - Братислава (Словачка), Писторихо палас, Уметничка збирка Галерије '73 из Београда. - Горњи Милановац, Модерна галерија Културног центра, 14. Међународно бијенале уметности минијатуре - Бечеј, Галерија „Круг”, Народно позориште, учесници манифестације „Бечеј ноћу” - Београд, Блок галерија, 45. Сазив сликарске колоније „Липовац”. - Краљево, Градска галерија, Изложба чланова удружења УЛУК Крушевац - Крушевац, Уметничка галерија Народног музеја, Уметничке збирке Високе школе за васпитаче и Гимназије у Крушевцу. |
| 2017.  | - Крушевац, Галерија Легата „Милића од Мачве”, Седма годишња изложба чланова УЛУК Крушевац. - Београд, Уметнички павиљон „Цвијета Зузорић”, Академија лепих у„метности и мултимедија - Топола, Галерија Туристичке организације, Ликовна колонија „Липовац” 45. сазив - Крушевац, Уметничка галерија Народног музеја, 57. октобарска изложба - Краљево, Народни музеј, 17. новембарски салон визуелних уметности. - Београд, Галерија 73, Изложба чланова Удружења ликовних уметника Крушевца - УЛУК. - Београд, Галерија "Сања" Сремчица, стална поставка - Нови Сад, Културни центар - Мали ликовни салон, Летња продајна изложба. - Ниш, Галерија НКЦ, Изложба чланова удружења ликовних уметника Крушевца. |
| 2016.  | - Крушевац, Уметничка галерија Народног музеја, 56. октобарска изложба - Крушевац, Галерија Легата „Милића од Мачве”, 6. Годишња изложба Удружења УЛУК Крушевац - Крушевац, Уметничка галерија Народног музеја, Природа - урбано, Из уметничке збирке галерије - Трстеник, Ликовни салон Дома културе, Изложба Удружења ликовних уметника УЛУК Крушевац - Београд, Кућа Ђуре Јакшића, Избор из колекције ЛК „Мина Вукомановић Караџић” - Савинац, 1994-2015. - Горњи Милановац, Модерна галерија Културног центра, 13. Међународно бијенале уметности минијатуре. |
| 2015.  | - Ивањица, Галерија Културног центра, 2. Меморијал „Милан Верговић“ (по позиву) - Ариље, Галерија Центра за културу, 2. Меморијал „Милан Верговић“ (по позиву) - Београд, Галерија Југоекспорт, 7 Прича Малог принца, изложба седам аутора - Крушевац, Галерија Културног центра, Пета годишња изложба Удружења УЛУК Крушевац - Крушевац, Уметничка галерија Народног музеја, 55. октобарска изложба - Ужице, Народни музеј - Градска галерија, Други меморијал „Милан Верговић” - Параћин, Галерија Културног центра, Изложба Удружења – УЛУК Крушевац - Торонто (Канада), Галерија Српске националне академије – Изложба уметничких дела часописа Људи говоре" - Крушевац, Уметничка галерија Народног музеја, „Документа 1962—2012.“ - Ниш, Народни музеј – Галерија „Синагога“, Изложба ММУУ „Цар Константин“                                                                |
| 2014.  | - Брус, Галерија Центра за културу – Удружење ликовних уметника Крушевца - Горњи Милановац, Модерна галерија Културног центра, 12. Међународно бијенале уметности минијатуре - Горњи Милановац, Модерна галерија Културног центра, Изложба 20. ЛК „Мина Караџић“ - Крушевац, Центар за стручно усавршавање – ЦСУ, изложба ЛК „Видовдан“ - Београд, Галерија УК Палилула–НУБС, Удружење УЛУК Крушевац - Крушевац, Уметничка галерија Народног музеја, 54. октобарска изложба - Крушевац, Галерија Крушевачког позоришта, 4. годишња изложба УЛУК-а |
| 2013.  | - Горњи Милановац, Модерна галерија Културног центра, Удружење–УЛУК - Сурдулица, Власотинце, Културни центар, ЛК „Мефест – Власинско језеро” - Крушевац, Галерија Крушевачког позоришта, 3. годишња изложба УЛУК-а |
| 2012.  | - Горњи Милановац, Модерна галерија Културног центра, 11. Међународно бијенале уметности минијатуре - Чачак, Ликовни салон Дома културе, Изложба Удружења–УЛУК Крушевац - Крушевац, Народни музеј, 2. годишња изложба Удружења–УЛУК Крушевац - Крушевац, Уметничка галерија Народног музеја, 53. октобарска изложба |
| 2011.  | - Јагодина, Галерија Културног центра, из колекције ЛК „Гружанска јесен“ - Крушевац, Галерија Крушевачког позоришта Изложба Удружења–УЛУК - Београд, Галерија Сингидунум–УЛУПУДС „18. Београдска мини арт сцена“ |
| 2010.  | - Вршац, „Фонтана“, избор слика из колекције Октобарске ЛК „Моја вода“ - Горњи Милановац, КЦ - 10. Међународно бијенале уметности минијатуре - Београд, Туристичка организација Србије, из колекције ЛК „Кнић" - Чачак, Ликовни салон Дома културе, Изложба 3. ЛК „Овчар бања“ |
| 2009.  | - Вршац, Кафе галерија Арена Из колекције ЛК „Моја вода“, Ноћ музеја - Кнић, Дом културе, изложба 14. сазива ЛК „Гружанска јесен“ - Чачак, Ликовни салон Дома културе, Изложба 2. ЛК „Овчар бања“ - Ниш, Галерија савремене ликовне уметности - Србија, „Нишки цртеж” |
| 2008.  | - Горњи Милановац, КЦ - 9. Међународно бијенале уметности минијатуре - Београд, Уметнички павиљон „Цвијета Зузорић“, Пролећна изложба УЛУС–а - Горњи Милановац, Модерна гал. Културног центра 14. ЛК „Мина Караџић“ - Руски Крстур, Дом културе, „47. Црвена ружа“, изложба ЛК „Њаради `07.“ - Београд, Уметнички павиљон „Цвијета Зузорић“, Јесења изложба УЛУС–а - Крушевац, Уметничка галерија Народног музеја, 50. јубиларна Октобарска - Чачак, Ликовни салон Дома културе, Чачак „1408.–2008.“, изложба ЛК - Београд, Галерија Сингидунум–УЛУПУДС, „15. Београдска мини арт сцена“ |
| 2007.  | - Београд, Галерија Руског дома Из колекције ЛК „Кнић 1996.–2006.“ - Зрењанин, Културни центар, Изложба ЛК „Цртеж“ 16. сазив - Београд, Уметнички павиљон „Цвијета Зузорић”, 8. Београдски цртеж и мала пластика - Београд, Галерија Сингидунум–УЛУПУДС „14. Београдска мини арт сцена“ - Кладово, Дом културе, изложба 8. сазива ЛК „Ђердап турист“ |
| 2006.  | - Кнић, Дом културе, изложба 11. сазива ЛК „Гружанска јесен“ - Београд, Галерија Сингидунум–УЛУПУДС „13. Београдска мини арт сцена“ |
| 2005.  | - Београд, Уметнички павиљон „Цвијета Зузорић“, Нови чланови УЛУС–а - Кнић, Дом културе, изложба 10. сазива ЛК „Гружанска јесен“ - Крушевац, Уметничка галерија Народног музеја, 47. октобарска изложба |
| 2004.  | - Крушевац, Уметничка галерија Народног музеја, 46. октобарска изложба - Крушевац, Галерија Крушевачког позоришта, Ротари клуб |
| 2003.  | - Нови Сад, Галерија Подрум, Дипломска изложба студената - Крушевац, Галерија „У пролазу“ - Дом синдиката, Уметници Крушевца |
| 2002.  | - Крушевац, Уметничка галерија Народног музеја, Бијенале „Млади“ |
| 2001.  | - Деспотовац, Галерија Центра за културу, Манасија–цртеж - Пале (Република Српска), Студентски центар, изложба Шеста ЛК „Пале“ |
| 2000.  | - Крушевац, Уметничка галерија Народног музеја, Бијенале „Млади” |

- Цртежи из циклуса „Предео испуњен тишином“
- Предео испуњен тишином
- Затворени предео
- Отворени предео

## Награде и признања
- 2005/06. — Стипендиста „Фонда за развој младих талената“ града Крушевца
- 2014. — Награда публике на 4. годишњој изложби Удружења ликовних уметника Крушевца (УЛУК)
- 2016. — Откуп Министарства културе и информисања Републике Србије за 2016. годину
- 2019. — Повеља 54. Смотре уметности „Мермер и звуци" у Аранђеловцу.